# فطيرة الوو
فطيرة ألوو عبارة عن فطيرة تتميز بأنها مقلية، تُصنف من ضمن الأطعمة المشهورة في مطبخ ترينيداد وتوباغو.

تتكون الفطيرة من معجنات طرية مقلية مصنوعة من الدقيق والماء، ومليئة بالبطاطا المسلوقة والمتبلدة والمهروسة والخضروات الأخرى مثل البازلاء الخضراء أو شانا دال (الحمص المنفصل بدون البذور). يشبه شكله كالزون، وعادة ما يكون أكبر من السمبوسة، ويبلغ طولها حوالي 13 سم (5 بوصات).

## وصلات داخلية
- ترينيداد وتوباغو

## وصلات خارجية